# Język kemberano
Język kemberano, także: arandai, barau, wariagar, kalitami – język papuaski używany w prowincji Papua Zachodnia w Indonezji. W 1987 r. oszacowano, że ma ponad 1400 użytkowników.
Jego użytkownicy zamieszkują kilka wsi w południowej części półwyspu Ptasia Głowa (Kalitami, Wariagar, Taroi, Tomage).
Pod koniec lat 80. XX w. wciąż był wykorzystywany w kontaktach domowych. W użyciu jest także język indonezyjski.
Język opisany jako „barau” (zarejestrowany w starszej literaturze) wydaje się tożsamy z kemberano. Odnotowano także język dombano (również zwany „arandai”, ok. 1000 użytkowników), o bliżej nieustalonym statusie. Niewykluczone, że chodzi o dialekt tego samego języka (dokumentacja jest dość ograniczona). Ludność posługująca się dombano zamieszkuje wsie Tomu, Kecap i Arandai.